# トーランス統一学区
トーランス統一学区（トーランスとういつがっく、Torrance Unified School District, TUSD）は、アメリカ合衆国カリフォルニア州ロサンゼルス郡の学区で、本部はトーランスに置かれている。
学区の教育委員会には、委員長、副委員長、事務担当委員が各1名おり、さらに2名の委員がいる.。2013年6月現在、スーパーインテンデント（学区長） (Superintendent) はジョージ・マノン博士 (Dr. George Mannon) である。郊外住宅地にある学区内の各学校は、おしなべて学業上の評価も高く、特にウェスト高等学校 (West High School) は、郡内のアカデミック・デカスロン (Academic Decathlon) においてしばしば優勝を果たしている。

## 歴史
学区が設定されたのは1947年であった。1948年にトーランスにあった各高等学校と各小学校が統合され、統一学区 (Unified school district) が設けられた。それ以前には、学校の運営はロサンゼルス学校システム (The Los Angeles School System) によって運営されていた。トーランスで最も古い学校は、1917年創立のトーランス高等学校 (Torrance High School) である。第二次世界大戦後の郊外住宅の建設ブームの間に、市の人口は戦前の1万人から14万人以上にまで急増し、40校の新たな学校が新設された。しかし、その後の入学者の減少によって、そのうち数校は廃校となった。
1985年7月、トーランス市当局とTUSDの間で、廃校となったグリーンウッド校の跡地3.4-エーカー (1.4 ha)の売却/購入をめぐる話し合いが行なわれた。TUSD は、最終的な売値として187万5千ドル（$5311726.49）を主張した。これに対して、市当局は、買値として160万ドル（$4532673.27）を提示し、これに交渉が長引くことによって生じる利払いを利払いを上乗せするという条件を出した（1985年の遅い時期に市側は法的な争いを避けるためとして、売価の交渉が決着する前であっても、TUSD が跡地の引き渡しに同意するなら、インフレも考慮して160万ドルをすぐに支払うと提案した）。市当局は、160万ドルと利子に加え、最終的に決着する売却価格がインフレを織り込んでも187万5千ドルを超えない範囲で、差額を支払うと約束した。TUSD は1985年11月1日までにこの提案を受けるか否かを決めなければならなかった。

## 位置
学区は、ロサンゼルス郡西部のサウス・ベイ (South Bay) 地域に位置している。学区はおよそ 21平方マイル (54 km2) の広さがあり、トーランス市の全域が含まれている。隣接する地域としては、ガーデナとレドンド・ビーチが北から西にあり、カーソン (Carson) が東、パロス・ベルデス (Palos Verdes) 半島が南にある

## カリキュラムと指導
1987/1988年の学年度において、学区は、140万ドルの財源不足に対処するため、小学校における歌唱指導の予算を削除した。翌1988/1989年の学年度において、小学校における歌唱指導は復活した。
1986年以来、校区にはギフテッド教育のコース（Gifted and Talented Education, GATE）が設けられている。これに参加するためには、第3学年から第12学年まで、知能テストなどで上位2パーセントに入っていなければならなかった。1986/1987年の学年度において、それまでの上位4パーセントから、上位2パーセントへと条件が引き揚げられた。

## 学校

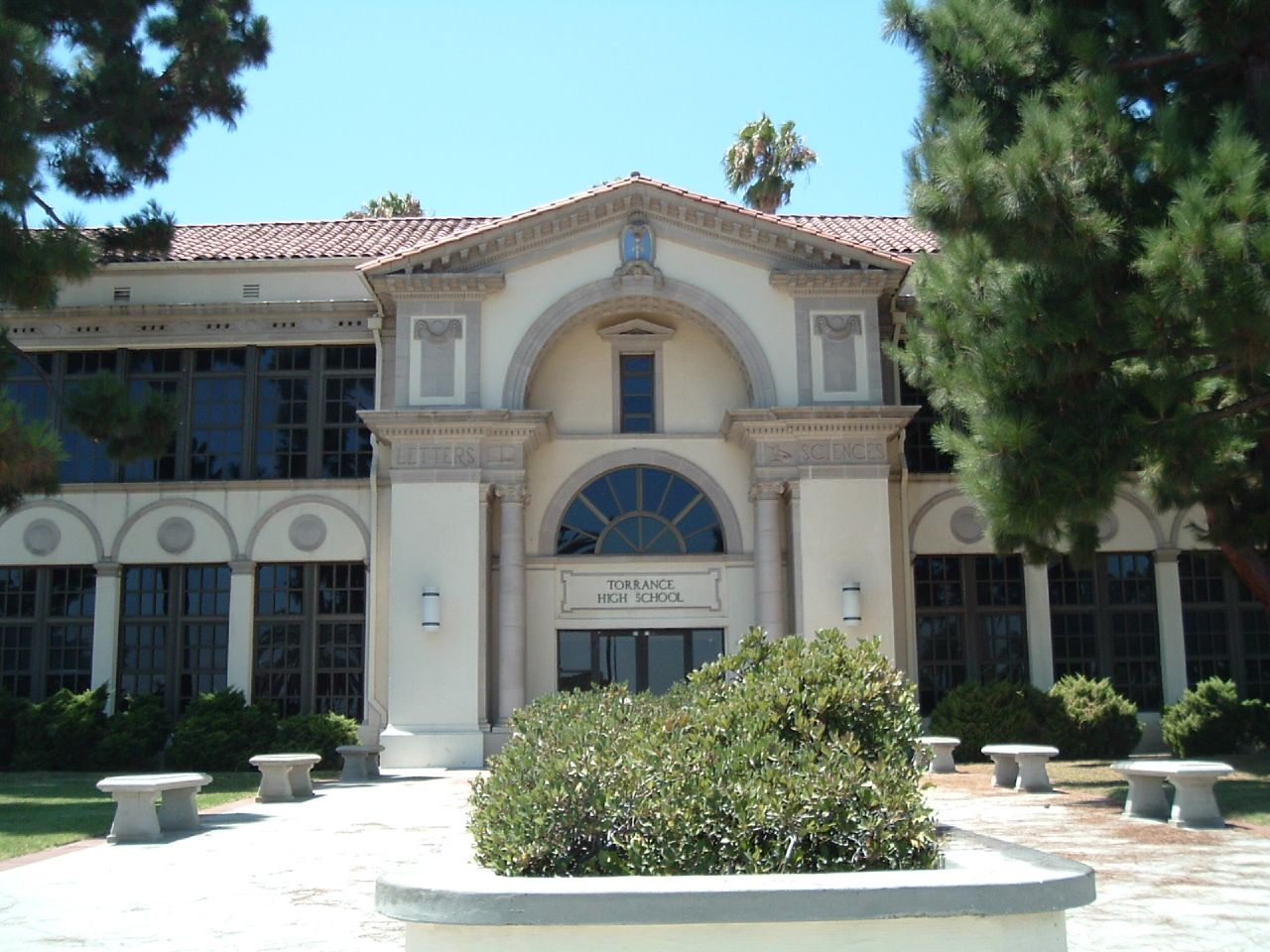
トーランス高等学校

学区は、小学校17、中学校8、高等学校4、コンティニュエーション高等学校 (continuation high school) 1、オルタナティブ高等学校 (alternative high school) 1、成人学校2の各校を運営している。

### 中等教育

#### 高等学校
- トーランス高校 (Torrance High School)
- North High School
- South High School
- West High School
- コンティニュエーション高等学校： Kurt Shery High School

#### 中学校
- Calle Mayor Middle School
  - Calle Mayor Middle School は、カリフォルニア州トーランスの Calle Mayor Drive にある South High School の隣接地に位置する中学校である。現在の校長は David Mosley である。2010年、同校はカリフォルニア州の公立学校における学業成績の指標となっている Academic Performance Index において、学区内で最高の921を記録した。同校は多年にわたり California Distinguished School に選ばれている。同校は、バスケットボールや競走、バレーボールなどの運動クラブをはじめ、クリスチャン・クラブ、年鑑、Paw Print（学校新聞）、学生自治会、the Calle Mathcounts club（数学クラブ）その他のクラブ活動が盛んである。
- Casimir Middle School
- Hull Middle School
- Jefferson Middle School
- Bert Lynn Middle School
- Madrona Middle School
- Magruder Middle School
- Richardson Middle School

### 小学校
- Adams Elementary School
- Anza Elementary School
- Arlington Elementary School
- Arnold Elementary School
- Carr Elementary School
- Edison Elementary School
- Fern Elementary School
- Hickory Elementary School
- Lincoln Elementary School
- John Adams Elementary School
- Riviera Elementary School
- Seaside Elementary School
- Torrance Elementary School
- Towers Elementary School
- Victor Elementary School
- Walteria Elementary School
- Wood Elementary School
- Yukon Elementary School

## かつて運営していた学校
- Parkway Elementary School
  - 1978年に閉校し、1979年に日本人グループへ移管された[10]。